# Cirrospilus phyllocnistis
Cirrospilus phyllocnistis är en stekelart som först beskrevs av Ishii 1953.  Cirrospilus phyllocnistis ingår i släktet Cirrospilus och familjen finglanssteklar. Inga underarter finns listade i Catalogue of Life.